# Nameless (鹿乃の曲)
「nameless」（ネームレス）は、鹿乃の3rdシングル。2016年9月7日にワーナー・ブラザース ホームエンターテイメントから発売された。

## 概要
テレビアニメ『ねじ巻き精霊戦記 天鏡のアルデラミン』のエンディングテーマ曲として使用されている。
アーティスト盤、アニメ盤、通常盤の三種類が発売される。アーティスト盤、アニメ盤はCD・DVDの二枚組。通常盤はCDの一枚組。

## 収録曲

### CD
アーティスト盤
1. nameless
2. RERE
3. nameless -instrumental-
4. RERE -instrumental-
5. プリマステラ (from ファーストライブ「ばんび〜の」)
6. 今をかける少女 (from ファーストライブ「ばんび〜の」)
7. ディアブレイブ (from ファーストライブ「ばんび〜の」)
8. Stella-rium (from ファーストライブ「ばんび〜の」)

アニメ盤
1. nameless
2. nameless -TV size-
3. nameless -ヒゲドライバーRemix-
4. nameless -instrumental-

通常盤
1. nameless
2. RERE
3. nameless -instrumental-
4. RERE -instrumental-

### DVD
アーティスト盤
1. nameless Music Video
2. RERE Music Video

アニメ盤
1. 「ねじ巻き精霊戦記　天鏡のアルデラミン」ノンテロップエンディング